# エリザベート・ハインペル
エリザベート・ハインペル（Elisabeth Heimpel, 旧姓Michel, 1902年4月26日 - 1972年）は、ドイツの教育学者で社会教育学者。ヘルマン・ノール創刊の教育学の専門雑誌『論叢』（de:Die Sammlung）の共同編集者の一人で、『新論叢』（Neuen Sammlung. Göttinger Blätter für Kultur und Erziehung）の共同編集者でもあった。加えて、彼女は平和運動に深く関わっており、ヤヌシュ・コルチャックやアントン・マカレンコの著作をドイツに紹介したことでも知られている。

## 生涯
高校生時代、彼女は労働者の子どもたちに影絵を使って童話の読み聞かせをするグループに所属していた。後年になっても、童話は、青少年福祉の手段として彼女の教育学の仕事の中で欠くことのできない重要な役割を演じた。アビトゥア-取得後、彼女はまず小児科医を目指して、ミュンヘン大学で医学を学び始めたが、6ゼメスター（3年間）学んだ後、この道を断念するにいたり、フランブルグに移って、歴史、哲学、そして教育学を学び、それらと平行して女性のためのソーシャルワーク専門学校（Soziale Frauenschule）のゼミにも参加した。
理論的な知識と実際的な活動は、エリザベート・ハインペルにとってはとりわけ重要なことであった。というのも、彼女は在学中、フライブルクの青少年福祉局（Jugendamt）で実習し、 そこではなかんずく青少年の後見と福祉教育についての見識を得たからである。こうした実習の範囲を超えて、彼女は社会的に経済的に困窮状態にある子どもや青少年と触合い、自身の教育的な仕事をしたいという願いを確かなものにしていった。
その後、マルティン・ハイデッガーの勧めにより、彼女は南ドイツを去り、ゲッティンゲンのゲオルグ・アウグスタ大学に移り、1924年からヘルマン・ノールのもとで教育学を学ぶ。この時期、彼女は幼稚園で働き、加えてゲッティンゲンの近くのヴォールマールハウゼンで農村女子生活学校（ Landhaushaltsschule）の小さな女の子たちのクラスでドイツ語と公民を教えた。
1927年「啓蒙の時代　歴史的・体系的研究」という表題の研究で学位を取得した。これはノールのゼミから生まれてきたものである。この論文の中では、教育学者としての彼女の生涯にわたって耳の中で鳴り響いていた問い、「いかにして良い教育学を通して、良く教育し、良い政治のための前提条件を創りだすことは可能なのだろうか?」、そして「子どもたちはどうやって落第してしまうのだろうか?多くの青少年はどうして社会から逸脱していくのだろうか?どうして薬物に溺れるのだろうか?どうして少年非行は起きるのだろうか?」という問いが鳴り響いているのである。

博士号を取得した後、彼女はフライブルクに戻り、女性のためのソーシャルワーク専門学校で教鞭をとった。続く論文として彼女は、「女性教育」をテーマに選んだ。さらに、童話についても執筆している。その中で、彼女は、子どもたちの生活世界と1940年代当時の政治的な状況を典型的な童話的視点で結びつけてみせた。

## 『（新）論叢』
ゲッティンゲンへの帰還は、エリザベート・ハインペルにとって、ヘルマン・ノールのグループの中で自身の教育学の仕事を再開することと繋がっていた。ノールの指導のもとで、その当時ワーグナー通りにあった教育学ゼミナールは、教育学の新しい方向付けの中心地になった。
エリザベート・ハインペルは、ノールの始めた月刊誌『（新）論叢』に定期的に寄稿を続けた。この雑誌は戦後のこの時期大変大きな影響を及ぼし、教育学の論文の寄稿だけでなく、いわゆるノールグループの機関誌でもあった。彼女はこの雑誌の共同編集者となり、自身の執筆活動としては、彼女にとって、想像的な諸要素を元にして子どもの発達を促進する童話の意味解釈に力を注いだ。加えて彼女は1951年 に„Das Fenster nach Osten“ (Heimpel 1951, 527–540)を刊行、アントン・マカレンコ (1888年 – 1942年)の教育学と彼の人となりをドイツに紹介した。彼の「ゴーリキーコロニー」での保護者もなく、非行に走った子どもたちのもとでの社会教育的に仕事はこの時初めて西ドイツで知られることになり、様々な議論を呼び起こした。
同じく彼女の功績とされるのは、ポーランドの医師で教育者であったヤヌシュ・コルチャックの著作をドイツ語に翻訳したことである。テキストの原典は『人はいかに子どもを愛するのか』で、この中でコルチャックは彼の人生のほとんど全てとなった孤児院「ドム・シエロ」での自らの活動を詳細に語り、これは彼の主著ともなっている。もうひとつは『子どもの権利の尊重』で、こちらにはポーランド史の研究者ハンス・ロースが序文を寄稿している。
その後、エリザベート・ハインペルは、『論叢』の共編者を引き受け、1961年にノールの亡くなった後は、監修者になった。雑誌のタイトルは、『（新）論叢　ゲッチンゲン文化、教育雑誌』と変更された。編集者として彼女は、雑誌の掲載記事の内容を精査し、それによって当時の教育学に大きな影響を及ぼした。そこに発表されたものの重点は、教育学と政治の相互作用と言う所に置かれた。

## 社会福祉の現場で
エリザベート・ハインペルは、5人の子どもの母親と同時に16人の孫の祖母としての他に妻であり、主婦としての役目を果たしながらも、学術雑誌の編集者としても働きながら、社会教育や実際的な職務の中で働き続けた。彼女は、1953年ロシアの抑留生活から遅れて帰国してきた人たちの受け入れの任にあたったゲッティンゲン市民の一人である。 「彼女は教会のグループや赤十字と協力して学生の平和活動のグループの組織作りを行った」 (Weber-Reich 1995, S. 313)。また彼女の発案で、特別に帰還兵のため教育・授業研究所にアビトゥア-を取得するためのコースが設けられた。
1954年エリザベート・ハインペルは、ベルリン=マリエンフェルデにあった女の子のための抑留キャンプ、いわゆる東側からの逃亡者のためのキャンプを訪問。彼女は赤十字の協力者になり、この女の子たちをブレーメン近郊のヴェスタ-ティムケまで送り届けた。この女の子たちはそこからそれぞれの市や町、村の受け入れ先に振り向けられていった。
女の子たちが収容キャンプを出ていく際には、それぞれに就けそうな職域についてのカウンセリングも行われた。

## 原爆反対運動
1957年4月7日付の当時、指導的な立場にあった核物理学者ウェルナー・ハイゼンベルク宛のエリザベート・ハインペルの手紙は、核兵器反対運動の始まりとなった。彼女は、彼の核兵器の保持や行使に対して、友人たちと共に賛否について明確な意思表示をしてくれるように頼んだのである。というのも、彼こそがこの分野の権威として圧倒的な影響を与えることができると思われたからである。ここから1957年4月12日、ハイゼンベルクと並んで、オットー・ハーン、マックス・フォン・ラウエ、マックス・ボルン、そてカール・フリードリッヒ・フォン・ヴァイツゼッカーを含む18人に及ぶ著名な自然科学者が核兵器の廃絶について訴え、ハッキリをそれを世界に呼びかけた「ゲッティンゲン宣言」が生まれたのである。もともとエリザベート・ハインペルがきっかけを作ったこの宣言が世界に与えた反響の大きさは、誰もが知るところである。
加えて、エリザベート・ハインペルは、「核兵器に反対する女性宣言」というタイトルで、60人の著名な女性たちの著名を添えて、著名集めの運動を生涯にわたって推進したこの署名には、ミンナ・シュペヒト、エリザベート・ブロッホマン、エーレングラート・シュラム、グンディ・フォン・ヴァイツゼッカー、ゲルトルート・フォン・ルフォー、イーナ・サイデル、ヘドヴィク・コンラート・マルティヌス、ルイゼ・リンザー、そしてヒルデガート・ハム・ブッヒャーらが参加した。連邦議会での激しい論叢にもかかわらず、1958年3月25日、ドイツ軍の核武装法案は可決された。「女性宣言」は、この時点までにほぼ2万人の署名を集めていた。連邦議会でまだ核兵器を巡る論争が続いていた時期、「被曝死反対」が運動として起こってきて、ここから復活祭デモが生まれた。エリザベート・ハインペルは、この運動にも深く関与し、そればかりか世界平和を訴える世界母親の会（ W.O.M.A.N.）のメンバーにもなった。

## エリザベート・ハインペルハウス
1963年彼女は、ゲッティンゲン青少年問題懇話会の発足に関わる。ゲッティンゲン大学の教育学科の学生、教員と青少年福祉局が足並みを揃えて、青少年問題に取り組む起点として設立されたものである。
5年後、エリザベート・ハインペルは、マッシュミューレンヴェグに学童保育所（Kindertagesstätte）という計画を発表する。経済的に学業を続けるのに、いささか困難のある児童生徒60人を収容し、ここで教育的な指導をしようというものである。
この多額の費用のかかる計画は、青少年問題懇話会が立ち上げ資金の5万ドイツマルクを全額寄付で集めることができて、漸く実現にこぎつけた。そこでゲッティンゲン市が、建設人その後の運転資金の支出を決断するに至る。更に、この学童施設の建設予定地の確保に当たってはハインペルが自らのポケットマネーで資金の埋め合わせを行った。彼女は、この施設がこうした試みの模範となることを願っていたのである。児童やその両親がカウンセリングや心理療法を受けられ、底で勤務しているスタッフもスパービジョンを受けられたりというのも、彼女の支援によるものである。彼女の関心は、ひとえに「子どもたちが未熟な段階から育って、学校や職業養成機関で他の児童と同等のチャンスを与えられ、その他の不利を被りそうな場面を極力なくしていくということ」だったのである。 (Weber-Reich 1995, S. 317からの引用)。

## 顕彰
エリザベート・ハインペルの65歳の誕生日には、雑誌『新論叢』の共同編集者や執筆者たちから感謝と連帯の証として、「それらの解決が彼女の関心の的であった」(Blochmann 1967, S. 382)社会教育的なテーマを特集した雑誌の特別号をプレゼントされた。エリザベート・ブロッホマンは彼女の「Laudatio」（賛美）のなかで、「私の思うに独の精神分画の歴史の中ではベッティナやラーヘルらの時代以来、数多くの女性たちの中で彼女に似たような人物は見つからないのではないだろうか」（前出）といい、ハインペルをベッティナ・フォン・アルニムやラーヘル・ファルンハーゲン・フォン・エンゼのようなドイツロマン主義のサロンの花形に例えてみせた。個のプレゼントによって、伝統的には教授もしくは女性教授に65歳の定年退職の際に祝賀記念論文集として捧げられるはずのところを、現役のまま『新論叢』の「縁の下の力持ち」（前出）を途方もない女性にして教育学者としての栄誉を称え、大学教授のランクにまで象徴的に持ち上げたのである。
エリザベート・ハインペルは、1972年シュヴァルツヴァルトのファルカウの森で心臓発作のため亡くなった。彼女の遺体は、死後二ヶ月半の後、発見された。